# Raïon de Sovetskoïe
Le raïon de Sovetskoïe (en russe : Сове́тский райо́н, Sovetski raïon) est une subdivision administrative (raïon) et une municipalité (raïon municipal) du kraï de l'Altaï dans le sud de la Sibérie. Situé dans le sud du kraï, le raïon se situe au niveau du piémont nord de l'Altaï. Son centre administratif est le village de Sovetskoïe, et il compte en tout 20 localités, réparties en 12 municipalités. Sa population s'élevait à 13 757 habitants en 2023.

## Situation
Le raïon, comme tout le kraï de l'Altaï, est située dans le fuseau horaire MSK+4 (heure de Krasnoïarsk). Le décalage horaire appliqué par rapport au temps universel coordonné est +07:00.

## Politique et administration
Le raïon est un des 59 raïons du kraï de l'Altaï, dans le district fédéral sibérien. Il est un raïon municipal, et comporte ainsi plusieurs municipalités à l'intérieur de lui.